# Stojan Janković
Stojan Janković Mitrović (in serbo Стојан Јанковић Митровић?; in croato Stoian Jancovich Mitrovich; Stoian Mitrovich; Bukovica, 1636 – Duvno, 23 agosto 1687) è stato un condottiero serbo.
Fu comandante delle truppe morlacche al servizio della Repubblica di Venezia dal 1669 fino alla morte. Prese parte alla guerra di Candia e alla guerra austro-turca dal 1683 al 1699, come comandante in capo delle truppe veneto-morlacche, per le quali è citato nella poesia epica serba. Fu uno dei più noti capi Uscocchi/Aiduchi della Dalmazia.

## Biografia

### Origini
Stojan nacque verso il 1636, da qualche parte nella regione montagnosa della Bukovica, nel nord della Dalmazia, presumibilmente nel villaggio croato di Žegar, o Zelengrad. Il villaggio stesso si trovava sopra i campi di Žegar, dai quali la popolazione aveva a lungo partecipato alla guerriglia sui Dinara, che costituì per secoli il confine veneto-ottomano. Suo padre era l'harambaša Janko Mitrović (1613–1659), altro rinomato comandante ribelle anti-Ottomani al servizio della Repubblica di Venezia, noto comandante dell'esercito morlacco nella guerra di Candia. Stojan aveva due fratelli (Ilija e Zaviša Janković) e una sorella, Ana.

### La guerra di Candia e il tempo di pace
Stojan iniziò a combattere insieme al padre e alla famiglia Smiljanić ancora quindicenne, nella guerra di Candia. Ilija, come il più esperto, fu chiamato serdar nel 1648, dopo la morte del padre, Petar Smiljanić. Nel 1650, Stojan iniziò a ricevere uno stipendio di 4 ducati, che nel 1653 salì a 6. Nel febbraio del 1659, presso il fiume Cetina, entrambi i capi Janko e Ilija Smiljanić morirono a causa delle ferite subite combattendo i turchi. Lo stesso anno, l'ormai esperto 23enne Stojan fu scelto come capo della banda. In questo ruolo egli prendeva parte costantemente alle battaglie nella frontiera militare. Egli era noto per aver sconfitto numerosi contingenti turchi e anche egli stesso ne uccise vari comandanti, tra i quali i famosi Ali-beg Durakbegović, Redžep-aga Filipović, aga Velagić, aga Pajalitović e Ibrahim-aga Kovačević. Nel 1666, combattendo presso Obrovac, sul fiume Cetina, ove caddero gli aga Atlagić, Čengić e Baraković, fu catturato dagli Ottomani e passò 14 mesi come schiavo a Costantinopoli, prima di riuscire a fuggire e tornare a casa. Per questi fatti gli fu riconosciuto un titolo e una proprietà immobiliare a Ravni Kotari.
Nel successivo periodo di pace fra i la guerra di Candia e la guerra di Morea, gli fu imposto di cessare le operazioni anti-Ottomane nei territori di Venezia, mentre nel frattempo suo fratello Ilija lasciava il servizio presso la Repubblica di Venezia e cominciava a combattere gli Ottomani, il che gli provocò un breve interrogatorio a Venezia.
Tra il 1669 e il 1670, Venezia gli riconobbe uno stipendio mensile di 29 ducati e tra gli altri regali egli ricevette un anello dorato "di San Marco" (diventando un Cavaliere dell'Ordine di San Marco), e i suoi due figli divennero capitani. Gli fu anche data una parte di Islam Grčki (ove fu costruita Kula Jankovića), ma la perse nel 1671 con i negoziati sul nuovo confine fra Mahmud Pasha e Giann Battista.
Dal 1670 al 1684 vi fu una tregua. Nel 1671 Stojan fu nominato comandante della fortezza di Ostrovica. Dopo la morte del conte Juraj Posedarski, nel 1681 divenne il "capo principale di Morlacchi", con uno stipendio mensile di 25 ducati. Nel 1683 suo fratello Ilija, che i Veneti non riuscirono a inquadrare nel loro esercito e che bandirono dai loro territori poiché non rispettava la tregua alla frontiera concordata con gli Ottomani, istigò alla rivolta la Dalmazia contro questi ultimi, in collaborazione con gli uscocchi di Segna si ribellò insieme a veneziani e ottomani morlacchi, avendo come centro Ostrovica. A causa di ciò Stojan e Zaviša furono catturati in settembre del medesimo anno dai Veneziani ma Stojan fu liberato già a novembre. Quindi il governatore generale Lovre Donà aiutò Stojan, Smoljan Smiljanić, Sorić di Zemonico e Ivan Drašković a por fine alla ribellione. 

### La guerra di Morea
Nel 1684 egli tornò sui campi di battaglia liberando Sogno, Lika e Krbava nel 1686. Nel 1685, contribuì alla liberazione di Gračac, partecipò alle operazioni intorno a Duare, Vergoraz, Čitluk e Ljubuški. Nell'estate Stojan, insieme al conte Fran(j)o Posedarski, portò con sé 300 famiglie da Lika alla Dalmazia.
Nel luglio 1686, insieme a Smoljan Smiljanić, comandò 5000 fanti e 1500 cavalieri, attaccando con successo Livno e Glamoč. Nello stesso anno gli fu consentito di formare un'unità militare d'oltremare in Levante sotto il comando del figlio Nikola, così come un'unità di cavalleria di Croati sotto il comando dell'altro figlio Konstantin. Gli viene accreditato il ritorno dei francescani a Signo, costretti da molto tempo a Prozor-Rama, dove erano sotto le pressioni dei preti ortodossi e del governo ottomano. All'assedio di Herceg Novi, partecipò con una parte delle truppe e saccheggiò le periferie delle ottomane Tomislavgrad Livno e Glamoč, dove venne ucciso il 23 agosto 1687. I Veneziani scrissero di lui che aveva "un cuore più grande del cervello" e il suo nome divenne famoso tra i Turchi e i Cristiani, specialmente fra gli Ortodossi.

## Famiglia
Si sposò due volte, la prima con Vika, dalla quale ebbe due figli e una figlia: i figli Alojz (Alviža, dal nome del padrino Alvise Contarini, figlio del governatore generale Pietro Contarini), Nikola (morto in Levante nel 1687 o nel 1688) e la figlia Stošija (Anastazija). Egli uccise Vika per gelosia a causa di un presunto raggiro amoroso. Nel 1676 sposò la seconda moglie Antonia Rezzi (o Reci), di fede cattolica, proveniente da Zara, dalla quale ebbe i figli Josip, Konstantin († 1692), Slobodan († 1866), Janko († 1685), Marko († 1686) e le figlie Marija († 1686) e Maddalena († 1684). I nomi di suoi sei figli maschi e della sorella Ana, sono stati scritti nel registro dei deceduti della cattolica župa, nella Cattedrale di Sant'Anastasia a Zara, il che implica che la famiglia fosse di fede cattolica.
I figli Nikola e Konstantin morirono prestando servizio militare e i loro discendenti non ebbero figli, per cui il relativo ramo ereditario si estinse. Altrettanto fu per il ramo che faceva capo al fratello Ilija (morto avvelenato nel 1692 o nel 1694). La sorella Ana sposò Dmitar Nikolić delle Bocche di Cattaro ed ebbe la figlia Ana. Il fratello Zaviša ebbe due figli maschi, Stojan e Ilija, e una figlia, Jelena. Nel 1705 tutti i membri della famiglia ricevettero i titoli di conte dal doge di Venezia Sebastiano Mocenigo come riconoscimento dei meriti del padre Janko e del padrino Stojan.
Stojan e Ilija morirono senza discendenti diretti maschi e l'intera proprietà fu ereditata da Jelena, che sposò il colonnello veneziano Teodor Dede, greco-ortodosso di Candia. Secondo l'investitura originale del 1670 l'intera proprietà non poteva essere alienata per matrimonio, testamento o altro, Teodoro prese il cognome di Mitrović e questo mutamento con il passaggio di nobiltà e proprietà fu confermato dal Doge Alvise Pisani nel 1739, creando così un ramo del conte veneziano Dede Mitrović. L'ultimo conte fu Ilija Dede Mitrović (pronipote, nato a Zara nel 1818 e morto a Trieste nel 1874), la cui figlia Olga sposò Vladimir Desnica, padre dello scrittore serbo Boško (1886-1945) e nonno di Vladan Desnica (figlio di Uroš). Da ricerche di archivio Bosko aveva una palese inclinazione verso il nazionalismo serbo, che determinò una traduzione acritica dei documenti veneziani (I Morlacchi divennero Serbi, la famiglia Mitrović divenne Janković, non furono citati la lingua e i nomi croati), influenzando il punto di vista storiografico serbo che considera i Morlacchi e gli Uscocchi quasi esclusivamente serbi.

## Nella tradizione popolare
- Egli è citato più volte nella poesia epica serba (Ropstvo Janković Stojana, Janković Stojan i Smiljanić Ilija, Janko kapetan i turski sužnji, Ženidba Janković Stojana etc.), come l'opera Razgovor ugodni naroda slovinskog (1756) di Andrija Kačić Miošić.[7] Il poema Ženidba Janković Stojana (tradotto da Élise Voïart) fu utilizzato da Alphonse de Lamartine per scrivere La chute d'un ange (1838).[5]
- Eglin è anche citato nei poemi popolari musulmani bosniaci.[4]